# キラメキ☆銀河町商店街
『キラメキ☆銀河町商店街』（キラメキぎんがちょうしょうてんがい）は、ふじもとゆうきによる日本の漫画作品。

## 概要
もともとは2005年から2006年にかけて『花とゆめ』の増刊誌『ザ花とゆめ』に掲載されていた短編シリーズだったが、のちに『花とゆめ』本誌に移籍、2006年23号から2009年1号にかけて連載された。単行本は花とゆめコミックスから全10巻。なお、いずれも版元は白泉社。
また、2007年11月21日にはドラマCDが発売された。

## あらすじ
都会のはずれにある天下の台所・銀河町商店街。この町で生まれ育った八百屋のミケと魚屋のクロ、その幼なじみの4人の仲間、サト・キュー・イバちゃん・マモルを中心とした日常を描いた作品。

## 登場人物
※キャストはドラマCD版

### 銀河町商店街マブダチの会
三宅 千乃（みやけ ちの）
声：川上とも子
主人公。通称ミケ。八百屋「八百幸」の次女。赤毛のふわふわしたショートヘアに碧緑色の眼とそばかすが特徴。小柄で可愛らしい下町っ娘。身長152cm、体重42kg、胸はAカップの幼児体型ならぬ少年体型。クロいわく、「すごく食べる割には全然成長しない。」。
一人称は「あたし」。誕生日は10月1日。血液型はB型。性格は明朗活発、義理人情に厚い。天真爛漫で極度の天然ボケ。
人間離れした運動神経、身軽さを持ち、集客力は商店街一を誇る寅さんファン。但し、主に同世代の少女層ではクロやキューに劣る。
色恋沙汰には超鈍感。クロの好意に気付かないのはもちろんのこと、山下からの告白（「友達になってください!」というベタなもの）を本気で友達と受け取るが、山下を振ってしまったことをきっかけに恋愛観が大きく変化した。
クロとは生まれる前から一緒の幼馴染で唯一無二のパートナー。また、クロのことを特別視しており、異性としても意識しており、クロに対する恋愛感情を自覚している。告白した現場が商店街のど真ん中だった為、しばらく商店街中の人々にからかわれた。
将来の夢は小学校の先生になること。
黒須 藍（くろす あい）
声：福山潤
通称クロ。魚屋「魚一」の次男。藍色の髪と瞳にハスキーボイスの美少年。
誕生日は10月2日。血液型はO型。身長163cm。可愛い顔をしているが、超硬派で熱血、照れ屋。子供達に慕われており、兄貴肌の好青年。ミケと同等の運動能力の持ち主で、それと容姿から中高生の少女から絶大な人気を持ち、一部の男性からも人気（本人としてはこの上なく不本意）。
ミケほどではないが、色恋沙汰には疎い。サトに好意を抱かれている。
ミケに恋心を寄せている。しかしミケには全然気付かれていないが、ミケ以外には知られている。ミケに対して極力、恋愛対象として接しない様にしているが、寝顔を見てキスしようとしたり、抱き締めていたり時折理性を失ってしまうことも。
魚屋「魚一」を継ごうと思っている。
佐藤 香澄（さとう かすみ）
声：池澤春菜
通称サト。焼き鳥「鳥勝」の長女。黒髪のロングヘアで眼鏡っ娘。
誕生日は11月5日。血液型はA型。身長164cm。生真面目であがり症、赤面症の小心者、オタクでアニメやマンガを好む。絵が上手で手先がとても器用で、漫画家になるのが夢。
他のマブダチメンバーに対して自分が地味なことに、コンプレックスを抱いていた時期があった。
クロが好きだがクロがミケを好きなことも知っており、二人を応援していたが、一時ミケと気まずい関係になったことがある。
クロに想いを告白するが受け入れられなかった。その日にクロへの想いに区切りをつける為、髪をばっさり切った。
椎葉 杏子（しいば あんこ）
声：水野愛日
通称イバちゃん。家族などからは「杏ちゃん」。「椎葉米店」の4人姉弟の長女。シニヨン（お団子頭）でセミロング。誕生日は4月7日。血液型はA型。身長155cm。母親気質で力持ち。母を亡くしている。
面倒見の良さは天下一品。メンバーの歯止め役だが、融通がきく事が災いし歯止めが利かなくなる。
キューに片想いをしている。
白馬 守（しろうま まもる）
声：保志総一朗
通称マモル。「白馬酒店」の長男。白髪で眼鏡を掛けている美青年。
誕生日は2月1日。血液型はO型。身長171cm。音楽・読書、幅広く嗜む。多趣味なのは趣味の範囲だが、広いが定まっていない。天然のボケ。
元から銀河町の住人ではなく、5歳のときに引っ越して来た。この頃からどこか変わっていたため、前に住んでいた町では同世代の子供から避けられていたが、ミケ達5人は「変な奴だが悪い奴ではない」と受け入れたため、銀河町の5人が彼にとっては初めての「同世代の友達」となる。高校3年の時、サトに告白。ペットに、亀の「緑丸」を飼っている。
花咲 一休（はなさか いっきゅう）
声：谷山紀章
通称キュー。蕎麦処「花」の長男。ベージュ色の長めの髪で美男子で、女好き。
誕生日は12月25日。血液型はB型。身長175cm。
中学校の頃は落ち込むとプールに行っていたらしい（マモル曰く元水泳部のなごり）。運動神経はミケクロには及ばないものの水泳などでは物凄く速い。
軽薄に見えて実は一途で純情。飛鳥（アス姉）のことが好きでしょっちゅうアピールしている。しかしクロ曰く万年片想いでふられっぱなしで、本人もそれを自覚している。イバちゃんに好意を寄せられているが全く気付いていない。想われることに関しては人一倍鈍感。母親は「スミレ」という名前らしい。

### 銀河町商店街の人々

#### 三宅家【八百幸】
三宅 豪（みやけ ごう）
ミケの父。八百幸主人。クロの父一清とは幼馴染。性格は威勢の良い明るい性格で一清と対照的。口上が得意。
三宅 八千代（みやけ やちよ）
ミケの母。クロの母亜希とは親友。性格はしっかりしている。
三宅 大悟（みやけ だいご）
通称大兄（だいにい）。八百幸長男。ミケの兄。優しい。現在大学生で一人暮らし中。
三宅 飛鳥（みやけ あすか）
通称アス姉。長女。現在大学1年生（18歳）で教育学部。将来の夢は高校の先生。
スタイルも良く美人で、性格はでさっぱりとした姉御肌。剣道が得意。ミケの恋の指南役でアドバイスをしている。遥、満とは幼馴染。
キューの想い人だが、アピールされる度に思いっきりフッている。小林先生（天の川中学校の教師）という人が好きらしい。

#### 黒須家【魚一】
黒須 一清（くろす いっせい）
クロの父。魚一主人。ミケの父とは幼馴染。性格は寡黙で無口で冷静。色男で商店街の女性に人気。
黒須 亜希（くろす あき）
クロの母。ミケの母八千代とは親友。美人で冷静。
黒須 遥（くろす はるか）
通称ハル兄。魚一長男。クロの兄。現在大学1年生（18歳）で法学部。遊び人でつかみどころの無い性格。ファンが大勢いるほどモテモテ。クロのことを藍ちゃんと呼び、からかっている。クロの恋を応援している。飛鳥、満とは幼馴染。

#### 椎葉家【椎葉米店】
父親
イバちゃんの父。椎葉米店主人。穏やかな性格。何時も寝ぐせ頭でちょっと抜けている。妻を亡くしながらも娘、息子と共に頑張っている。
母親
イバちゃんの母。故人（病死）。優しく、明るくて力持ちでよく笑う人だった。最期まで家族を想いながら息をひきとった。
椎葉 桃子（しいば ももこ）
イバちゃんの妹。椎葉米店次女。中学1年生。泣き虫で甘えん坊。イバちゃんがキューを好きなことを唯一知っている。
椎葉 月（しいば つき）
イバちゃんの弟。星とは双子の兄弟。小学生。誕生日は4月10日。
性格は明るいお調子者で星と正反対。一人称は「オレ」。
椎葉 星（しいば せい）
イバちゃんの弟。月とは双子の兄弟。小学生。誕生日は4月10日。
性格は優しく恥ずかしがりやで月と正反対。一人称は「ボク」。

#### 白馬家【白馬酒店】
白馬 満（しろうま みちる）
通称みっちゃん。白馬酒店長女。マモルの姉。現在大学1年生（18歳）で文学部。将来の夢は小説家。
物静かでマイペースな性格。飛鳥が大好きで、飛鳥、遥とは幼馴染。

#### その他
神野 三郎（じんの さぶろう）
声：高橋広樹
通称マスター。BAR一番星の主人でマスター。アフロヘア。元不良で不安斗夢（ファントム）の総長だった。子供好きでミケ達に振り回されつつも、BARに入れている。
丸山 望（まるやま のぞむ）
通称モヒカンくん、またはモッヒー。マスターの昔の仲間。夢に目覚めたマスターに裏切られたと思い、店に復讐するがその後和解。
富士ばぁ（ふじばぁ）
駄菓子屋「富士屋」の店長。切り盛りするケチで偏屈で乱暴だが、誰よりも商店街を愛している。
5歳の頃のミケ達に「あたり棒100本とアイス1本を交換する」と言った。
小学校低学年時のミケに「落ち込んだときには銀河町商店街の端から端まで歩くと笑顔が戻る」というおまじないを教えた。
森野 圭（もりの けい）
フラワーショップ「モリノ」を経営。弟 克行に百合さんを取られるのが怖くて横恋慕の末、先に婚約。
一条寺 百合（いちじょうじ ゆり）
丘の上のピアノ教室で講師をしている。圭の婚約者。
森野 克行（もりの かつゆき）
通称かっちゃん。圭の弟。百合に憧れていて、婚約破棄にするために「モリノ」の売り上げを盗み、納品前のフラワーアレンジメントを壊した。
荻野 順平（おぎの じゅんぺい）
弁当屋「おぎの亭」店主。
荻野 千弥子（おぎの ちやこ）
通称チャコ。商店街の雰囲気に慣れないでいた。ミケと仲良くなり、今では「おぎの亭」の看板娘。商店街に来た頃よりも大人びた。
小太郎（こたろう）
床屋の息子。夏祭りのみかぐらがうまく踊れず、ミケに教えてもらっていた。

### その他の人々
山下
ミケが好きで、「八百幸」の前で堂々と告白した南高の男子生徒。
振られてしまうが、このことがミケの恋愛観に大きな影響を与えている。
風見 朝陽（かざみ あさひ）
民宿･海の家「潮」の女主人（オーナー）。マスターの叔母。元暴走族総長（マスター）で、厳格だが優しい女性。夫・潮を亡くし、クマさん（調理）と二人で「潮」を切り盛りしている。

## 用語
ミケクロコンビ
ミケ（三宅千乃）とクロ（黒須藍）のコンビの通称名。銀河町商店街の名物コンビであり、商店街で彼らを知らないものはモグリと称されるほど。
日曜朝市バトルショー（にちようあさいち-）
ミケとクロが小さい頃からやっているバトル勝負。かなり大規模かつ有名で、中継の司会まであり、謎の常連のおじさんもいる。
得物は、ミケが野菜、果物類（大根、パイナップルなど）、クロが魚介類（ブリ、カニ、ホラ貝など）とそれぞれの店に関係あるものと決まっている。
バトルが行われるのは基本的に日曜朝市、それ以外は二人が気の向いたとき。いつでも観客は非常に多く、客寄せにもなっている。空中戦といったパフォーマンスがある。
決着は未だについておらず、いつも引き分け。
流星群（りゅうせいぐん）
マブダチの会が8歳の頃、夜中に家を抜け出して丘の公園で見た獅子座流星群。
流星群を見た後に「次の流星群が20年か30年後だからそのときもまた皆で見に行こうね」と6人の友情がいつまでも変わらない約束をした。高校生になった今でも6人はこの約束を覚えている。また、ミケクロは時々そのときの夢を見ることがある。
王様レース（おうさま-）
ミケとクロが考え出したゲーム。
ルールは二人で丘の公園の木の頂上まで競走し、先に着いて勝った者が負けた者に何でも命令することが出来、負けた者はその命令を絶対に聞かなければいけない。スタート地点はその時その場で決まる。競走中は沿道からの声援やら給水がある。

## 作中に出てくる場所

### 銀河町商店街
八百幸（やおこう）
ミケの家。三宅家宅。八百屋。魚一とはお向かいで黒須家と家族ぐるみで仲が良い。
魚一（うおいち）
クロの家。黒須家宅。魚屋。八百幸とはお向かいで三宅家と家族ぐるみで仲が良い。
焼き鳥［鳥勝］（やきとり［とりしょう］）
サトの家。佐藤家宅。焼鳥屋。
椎葉米店（しいばこめてん）
イバちゃんの家。椎葉家宅。米屋。
白馬酒店（しろうまさけてん）
マモルの家。白馬家宅。酒屋。
蕎麦処［花］（そばどころ［はな］）
キューの家。花咲家宅。家訓は「如何なる時も女性に優しく」とのこと。
BAR［一番星］（バー［いちばんぼし］）
マスターが経営する店。本来は夜のみの営業なのだが、マブダチの会が来るため昼でも開けている。
菓子［富士屋］（かし［ふじや］）
富士ばぁの店。駄菓子屋。
串野ミート（くしのミート）
マブダチの会がよくコロッケを買う肉屋。コロッケ1個50円。ミケクロ、キュー、マモルはここの常連。

### その他
天の川中学校（あまのがわちゅうがっこう）
マブダチの会が通っていた中学校。
丘の公園（おかのこうえん）
銀河町より少し高い所、大きな下水処理場の屋上につくられた、この町で一番空に近い公園。マブダチの会はこの公園で流星群を見た。
銀河公園（ぎんがこうえん）
花屋の圭さんたちが富士ばぁの「100本当たり棒」を埋めた公園。面積15,000m2。
七星高等学校（ななほしこうとうがっこう）
ミケとクロの通っている高校。
オリオン幼稚園（オリオンようちえん）
マブダチの会が通っていた幼稚園。校舎裏に宝物を持ち寄って埋めた場所。